# Carlota da Áustria
Carlota Edviges Francisca Josefa Maria Antônia Roberta Otonia Pia Ana Inácia Marcos d'Aviano (Prangins, 1 de março de 1921 – Munique, 23 de julho de 1989) foi uma arquiduquesa da Áustria por nascimento, além de duquesa de Meclemburgo como esposa de Jorge, Duque de Meclemburgo. Ela era conhecida como Carlota de Bar durante o tempo que trabalhou como assistente social nos Estados Unidos, de 1943 a 1956.

## Família
Carlota foi a terceira filha, sétima e penúltima criança nascida do imperador Carlos I da Áustria e de Zita de Bourbon-Parma.

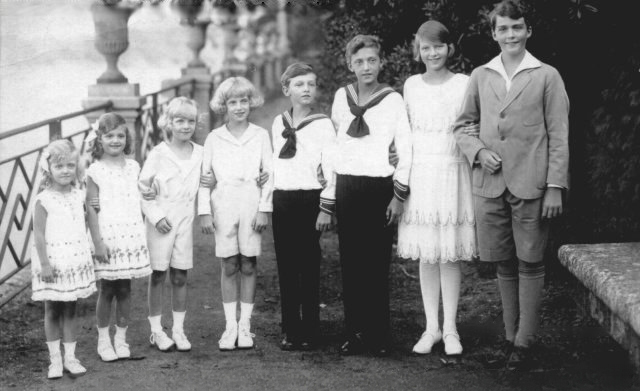
Carlota e seus sete irmãos em 1926.

Os seus avós paternos foram o arquiduque Oto Francisco da Áustria e a princesa Maria Josefa da Saxônia. Os seus avós maternos foram Roberto I, Duque de Parma e a infanta Maria Antônia de Bragança.
Ela teve seis irmãos mais velhos: Oto, Príncipe Herdeiro da Áustria, marido de Regina de Saxe-Meiningen; Adelaide, não se casou e nem teve filhos, e frequentou a Universidade Católica de Loivana onde obteve um doutorado em 1938; Roberto, marido da princesa Margarida de Saboia-Aosta; Félix, marido de Ana Eugênia de Arenberg; Carlos Luís, marido de Iolanda de Ligne, e Rodolfo, marido de Xenia Tschernyschev-Besobrasoff, e depois da princesa Ana Gabriela de Wrede. Ela também teve uma irmã mais nova: Isabel, nascida dois meses após a morte do pai, que foi casada com o príncipe Henrique Carlos Vicente de Liechtenstein.

## Biografia
Carlota nasceu na vila de Prangins, na Suíça, onde a família imperial estava vivendo em exílio, após o colapso da Áustria-Hungria seguindo a Primeira Guerra Mundial. A família viveu em vários países durante essa época; após terem deixado a Suíça, eles foram para a ilha de Madeira, em Portugal, onde o seu pai morreu de pneumonia um mês após o aniversário de um ano de Carlota, em 1 de abril de 1922.
Mais tarde, eles se estabeleceram na Bélgica antes de deixar o continente europeu em fuga para os Estados Unidos para escapar dos nazistas. No Canadá, onde passaram a morar, Carlota se formou na Universidade Laval com um diploma em Economia, em 1942. Ao voltar para os Estados Unidos, ela estudou na Universidade Fordham.
Em 1943, a arquiduquesa começou a trabalhar como assistente social no bairro nova iorquino de East Harlem, sob o nome de Carlota de Bar.
Em maio de 1956, Carlota ficou noiva do duque Jorge, o chefe da Casa de Meclemburgo-Strelitz, filho do duque Jorge Alexandre de Meclemburgo-Strelitz e de Natália Feodorovna Vonljarskaya, Condessa de Carlow. Eles se casaram numa cerimônia civil, na cidade de Pöcking, em 21 de julho de 1956, seguida de uma cerimônia no religioso em 25 de julho. A noiva tinha 35 anos, e o noiva tinha 56. Jorge já havia sido casado com Irina Mikhailovna Raievskya, com quem teve três filhos. Irina, falecida em 1955, era uma nobre russa descendente de Gregório Alexandrovich Potemkin, um dos favoritos da imperatriz Catarina II da Rússia.
Apesar de ser duque de Meclemburgo, Jorge também reivindicava o título de grão-duque de Meclemburgo-Strelitz, estado que tinha sido abolido em 1918.
Carlota e Jorge permaneceram casados até a morte do duque, em 6 de julho de 1963. O casal não teve filhos.
Carlota faleceu em Munique, no dia 23 de julho de 1989, aos 68 anos, quatro meses após a morte da mãe, Zita. A arquiduquesa foi sepultada na Capela Eremita, em Inzigkofen.